# West Betuwe
West Betuwe è una municipalità dei Paesi Bassi di 50 723 abitanti situata nella provincia della Gheldria. Costituita il 1º gennaio 2019, il suo territorio è stato formato dalla fusione delle municipalità di Geldermalsen, Lingewaal e Neerijnen.

## Monumenti e luoghi d'interesse
- Castello di Heukelum (nel villaggio di Heukelum)[1][2][3]
- Castello di Waardenburg (nel villaggio di Waardenburg)